# Ágios Geórgios (île)
Pour les articles homonymes, voir Agios Georgios.
Ágios Geórgios ou Áyios Yeóryios (grec moderne : Άγιος Γεώργιος) est une île inhabitée faisant partie des îles Saroniques dans la mer Égée.
Elle mesure 5,2 km de long sur 1,5 km de large, et est située à environ 19 km au sud du cap Sounion.
Assez inhospitalière, elle est cependant intéressante pour le vent qui y souffle régulièrement à plus de 7 m/s. Un parc éolien s'y est installé. 